# 斯普莱格–格隆第定理
在组合博弈论中，斯普莱格–格隆第定理证明， 所有的一般胜利条件下的无偏博弈都能转换成尼姆数表达的尼姆堆博弈。
一个无偏博弈的尼姆值定义为这个博弈的等价尼姆数。